# Joux
Joux är en kommun i departementet Rhône i regionen Auvergne-Rhône-Alpes i östra Frankrike. Kommunen ligger i kantonen Tarare som tillhör arrondissementet Villefranche-sur-Saône. År 2022 hade Joux 753 invånare.

## Befolkningsutveckling
Antalet invånare i kommunen Joux
| Referens: INSEE |